# Парламентские выборы и референдум в Германии (1936)
Безальтернативные выборы парламента Германии и плебисцит о ремилитаризации Рейнской области (нем. Reichstagswahl und der Volksabstimmung über die Ermächtigung zur Rheinlandbesetzung) — всенародное голосование в Германии по избранию нового состава рейхстага и одобрению принятого правительством решения о введении вооруженных сил в демилитаризованную в соответствии с международными соглашениями область Рейнланд на границе с Францией. Состоялось 29 марта 1936 года.
К выборам был допущен единственный список кандидатов от Национал-социалистической немецкой рабочей партии, в который были включены по специальным приглашениям также и беспартийные кандидаты. Деятельность других партий к моменту проведения голосования являлась незаконной.

## Политический контекст выборов
К моменту голосования в Германии сформировалась единоличная диктатура и культ личности главы государства (фюрера) Адольфа Гитлера. Все партии и политические группы за исключением национал-социалистов были запрещены, их активисты и проявлявшие недовольство граждане подвергались преследованию со стороны государства.
После 1933 года Германия предпринимала усилия по восстановлению суверенитета над областями на западе страны — Сааром и Рейнландом, которые после окончания Первой мировой войны по решению держав-победительниц выполняли роль буфера на границе с Францией. В результате референдума 13 января 1935 Саарская область, находившаяся под управлением Лиги Наций, была возвращена в состав Германии (с 1 марта).
7 марта 1936 года Германия в нарушение Локарнского соглашения ввела войска в демилитаризованную Рейнскую область, не встретив сопротивления со стороны Франции и Великобритании.
Назначенное на 29 марта голосование было призвано закрепить внешнеполитический успех Гитлера.

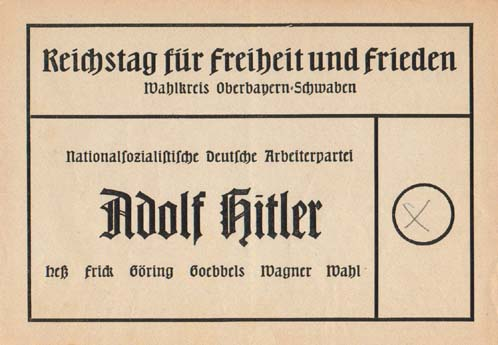
Избирательный бюллетень. Поле «против» отсутствует

## Результаты выборов-плебисцита
|                                |                                                   |            |        |               |  |
| Партия                         | Партия                                            | Голосов    | %      | Мест получено |  |
|                                | Национал-социалистическая немецкая рабочая партия | 44 462 458 | 98,80  | 741           |  |
| Против/незаполненные бюллетени | Против/незаполненные бюллетени                    | 540 244    | 1,20   |               |  |
| Всего                          | Всего                                             | 45 002 702 | 100,00 | 741           |  |
| Явка избирателей               | Явка избирателей                                  | 45 455 217 | 99,00  |               |  |
| Источник: Nohlen & Stöver      |                                                   |            |        |               |  |

За объединенный список национал-социалистов и беспартийных кандидатов высказалось подавляющее большинство германских избирателей — 44 462 458 человек (98,8 %). Избранными были объявлены 741 депутат нового созыва парламента. Поскольку избирательный бюллетень содержал только поле «за», голосами «против» условно можно считать незаполненные и испорченные бюллетени, которых по официальным данным оказалось 540 244.